# Acta de Exclusión de Anarquistas

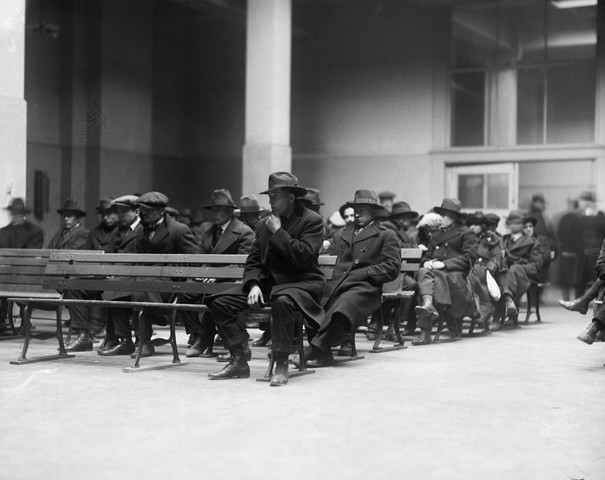
Anarquistas y comunistas aguardan posible deportación en Ellis Island, Nueva York (1920).

El Acta de Exclusión de Anarquistas (en inglés: Anarchist Exclusion Act) designa dos leyes aprobadas por el Congreso de Estados Unidos, destinadas a prohibir la entrada a inmigrantes sospechosos de tener opiniones anarquistas, o a deportarles si ellos hicieran actividades políticas en territorio estadounidense.
La citada denominación se refiere a dos leyes de inmigración aprobadas por el Congreso de Estados Unidos –la primera en 1903 y la segunda en 1918–. El objetivo de esta primera ley era garantizar, a través del control de la inmigración y de la vigilancia policial, que se impidiera la entrada al país a los inmigrantes identificados como anarquistas. Por su parte, la segunda ley permitía al gobierno deportar, sin juicio, a activistas anarquistas y comunistas a sus respectivos países de origen.

## Acta de Inmigración de 1903
La primera de las citadas leyes (oficialmente definida como ley de regulación de la inmigración de extranjeros en Estados Unidos) fue aprobada por el Congreso, en la sesión del último día de la legislatura de 1903, exactamente el 3 de marzo de ese año, y nuevamente aprobada el 29 de junio de 1906, luego del asesinato del presidente William McKinley a manos de Leon Czolgosz, que, paradójicamente, no era un inmigrante ya que había nacido en Estados Unidos, pero era hijo de inmigrantes polacos. La policía respondió al atentado con el encarcelamiento de varios anarquistas, incluyendo a Emma Goldman y a un grupo de Chicago que publicaba Free Society −el principal diario anarcocomunista en lengua inglesa editado en la época en Estados Unidos. Al final, todos fueron liberados, pues no se encontró ninguna evidencia de conspiración. Algunos anarquistas criticaron duramente a Czolgosz, señalando su temperamento peligroso y violento. 
La ley señalaba específicamente a aquellos «que no creen o que se oponen a todo gobierno organizado, o que son miembros o afiliados a cualquier organización que defienda o difunda tal descreencia u oposición a todo gobierno organizado».
En octubre de 1903, el anarquista escocés John Turner fue detenido inmediatamente después de pronunciar un discurso en el Murray Hill Lyceum. Los funcionarios de Inmigración hallaron en su poder una copia del ensayo Free Society de Johann Most y el programa de discursos de Turner, que incluía un homenaje a los Mártires de Haymarket. Estas fueron consideradas pruebas suficientes para deportarlo. Emma Goldman organizó una Liga por la Libertad de Expresión para cuestionar la deportación, y atrajo para su causa a Clarence Darrow y Edgar Lee Masters para defenderlo.
Después de que Goldman organizara en la Cooper Union una reunión de opositores a la deportación de Turner, el New York Times publicó un editorial defendiendo la ley y la deportación de Turner. El periódico calificó a los presentes en la reunión de «soñadores ignorantes y medio locos» y declaró que el país tenía «el derecho -que, en opinión del Congreso y de muchos, probablemente la mayoría, de los americanos, se convierte en nuestro deber- de excluirlo».
Darrow y Masters presentaron su defensa de Turner ante la Corte Suprema de los Estados Unidos. Sostuvieron que la ley era inconstitucional y que Turner era un mero «anarquista filosófico», y por ello no suponía una amenaza para el Gobierno. La Corte Suprema falló contra Turner. El presidente de la Corte Suprema, Melville Fuller, redactó la opinión mayoritaria, que sostenía que la Declaración de Derechos no se aplicaba a los extranjeros, y que el Congreso tenía derecho a denegar la entrada a cualquiera que considerase una amenaza para el país. Turner fue la primera persona deportada por aplicación de la ley.
Al año siguiente, de 7.994 personas a las que se denegó la entrada a los Estados Unidos, en un caso, el motivo era que se trataba de un anarquista.

## Acta de 1918
La segunda ley de exclusión de anarquistas (oficialmente, Immigration Act of October 16, 1918), promulgada el 16 de octubre de 1918, alteró la ley de 1903, detallando la definición de anarquista y ampliando las posibilidades de deportación de los adeptos al anarquismo.
La nueva ley señalaba a

(a) los extranjeros que son anarquistas;
(b) los extranjeros que aconsejan, abogan o difunden, o que son miembros de o están afiliados con cualquier organización, sociedad o grupo que cree en, aconseja, aboga o difunde la oposición a todo gobierno organizado;
(c) los extranjeros que creen en, abogan o difunden, o que son miembros de o están afiliados con cualquier organización, sociedad o grupo que cree en, aconseja, aboga o difunde:
(1) el derrocamiento por la fuerza o mediante violencia del Gobierno de los Estados Unidos o de la ley en cualquier forme, o
(2) el deber, la necesidad o la propiedad de agredir o matar ilegalmente a cualquier funcionario, se trate de individuos específicos o de funcionarios en general, del Gobierno de los Estados Unidos o de cualquier otro gobierno organizado, a causa de su carácter de funcionario, o
(3) el daño, lesión o destrucción de la propiedad contra la ley, o
(4) el sabotaje;
(d) los extranjeros que escriben, publican, causan que se escriba o publica, o que a sabiendas circulan, distribuyen, imprimen o muestran, o que a sabiendas tienen en su posesión con el fin de circular, distribuir, publicar o mostrar, cualquier material escrito o impreso que aconseje, abogue o difunda la oposición a todo gobierno, o que aconseje, abogue o difunda:
(1) el derrocamiento por la fuerza o mediante violencia del Gobierno de los Estados Unidos o de la ley en cualquier forme, o
(2) el deber, la necesidad o la propiedad de agredir o matar ilegalmente a cualquier funcionario del Gobierno de los Estados Unidos o de cualquier otro gobierno, o
(3) el daño, lesión o destrucción de la propiedad contra la ley, o
(4) el sabotaje;
(e) los extranjeros que son miembros de, o están afiliados con, cualquier organización, asociación, sociedad o grupo que escriba, circule, distribuya, imprima, publique o muestre, o cause que se escriba, circule, distribuya, imprima, publique o muestre, o que tenga en su poder con el propósito de circular, distribuir, publicar o mostrar cualquier material escrito o impreso del tipo descrito en la subdivisión (d).

## Impacto
En 1919, el New York Times informó de que, a lo largo del año fiscal de 1918, a dos personas se les denegó la entrada a los Estados Unidos, 37 fueron deportadas y 55 estaban a la espera de ser deportadas.
Entre los anarquistas más notables deportados al abrigo de la ley, se encontraban Luigi Galleani y varios de sus partidarios, los «galeanistas», que habían sido responsables de una campaña de atentados que duraría entre 1914 y 1932, y que culminaría con la serie de atentados de  1919 y 1920. Emma Goldman y Alexander Berkman, ambos residentes extranjeros, también fueron deportados bajo la aplicación de la ley.
Después de que más de cuatro mil supuestos anarquistas fueran detenidos para ser deportados bajo la aplicación de la ley, el Departamento de Trabajo liberó a la mayor parte de los detenidos; el Secretario de Trabajo William B. Wilson fue amenazado de impeachment por sus fallos en favor de los detenidos. Un total de 556 personas fueron deportadas en aplicación del Acta de Exclusión de Anarquistas de 1918. Esta ley fue finalmente recodificada en 1952 y mayormente revocada en 1990.